# Copa de la Reina de Baloncesto 2019
La Copa de la Reina 2019 corresponde a la 57.ª edición de dicho torneo. Se celebró entre el 28 de febrero y 3 de marzo de 2019 en el Polideportivo Mendizorroza de Vitoria.

## Árbitros
Los siguientes árbitros fueron designados por la FEB para dirigir los encuentros de la competición.
- Yasmina Alcaraz Moreno
- Eva Areste Giralt
- Elena Espiau Guarner
- Andrés Fernández Carretero
- Asunción Langa de Martín
- Enrique Miguel López Herrada
- Ángel de Lucas de Lucas
- Mariano Martín Palomo Cañas
- Daniel Pazos Pazos
- Sara Peáez Santana
- Laura Piñeiro Amondaray
- Asier Quintas Álvarez

## Equipos clasificados
Antes del inicio de la temporada, las reglas de la Federación Española de Baloncesto establecieron que los siete mejores equipos clasificados después del final de la primera mitad de la Liga 2018–19 (13.ª jornada, 30 de diciembre de 2018) jugarán la competición junto con el anfitrión elegido por la federación, en su caso el Araski AES.
| Pos. | Equipo                        | PJ | G  | P | GF   | GC  | DG   | Pts | Clasificación    |
| ---- | ----------------------------- | -- | -- | - | ---- | --- | ---- | --- | ---------------- |
| 1    | Spar CityLift Girona          | 13 | 12 | 1 | 1055 | 739 | +316 | 25  | Cabezas de serie |
| 2    | Perfumerías Avenida           | 13 | 12 | 1 | 961  | 726 | +235 | 25  | Cabezas de serie |
| 3    | Lointek Gernika Bizkaia       | 13 | 10 | 3 | 935  | 801 | +134 | 23  | Cabezas de serie |
| 4    | Cadí La Seu                   | 13 | 10 | 3 | 892  | 805 | +87  | 23  | Cabezas de serie |
| 5    | Valencia Basket               | 13 | 9  | 4 | 881  | 800 | +81  | 22  |                  |
| 6    | IDK Gipuzkoa                  | 13 | 8  | 5 | 819  | 799 | +20  | 21  |                  |
| 7    | Nissan Al-Qázeres Extremadura | 13 | 6  | 7 | 900  | 898 | +2   | 19  |                  |
| 9    | RPK Araski (H)                | 13 | 5  | 8 | 803  | 894 | −91  | 18  |                  |

 Fuente: Liga Femenina

## Cuadro
A continuación se detallan todos los partidos que componen a la edición. Actuó como equipo local el que mejor clasificación haya obtenido al finalizar la primera vuelta de la liga regular.
|  | Cuartos de final           | Cuartos de final           | Cuartos de final           |                         |                      | Semifinales          | Semifinales | Semifinales |  |                      | Final                | Final      | Final      |  |
|  | 28 de febrero y 1 de marzo | 28 de febrero y 1 de marzo | 28 de febrero y 1 de marzo |                         |                      | 2 de marzo           | 2 de marzo  | 2 de marzo  |  |                      | 3 de marzo           | 3 de marzo | 3 de marzo |  |
|  |                            |                            |                            |                         |                      |                      |             |             |  |                      |                      |            |            |  |
|  |                            |                            |                            |                         |                      |                      |             |             |  |                      |                      |            |            |  |
|  | Spar CityLift Girona       | Spar CityLift Girona       | 52                         |                         |                      |                      |             |             |  |                      |                      |            |            |  |
|  | Spar CityLift Girona       | Spar CityLift Girona       | 52                         |                         |                      |                      |             |             |  |                      |                      |            |            |  |
|  | Valencia Basket            | Valencia Basket            | 49                         |                         |                      |                      |             |             |  |                      |                      |            |            |  |
|  | Valencia Basket            | Valencia Basket            | 49                         |                         | Spar CityLift Girona | Spar CityLift Girona | 80          |             |  |                      |                      |            |            |  |
|  |                            |                            |                            |                         | Spar CityLift Girona | Spar CityLift Girona | 80          |             |  |                      |                      |            |            |  |
|  |                            |                            | Cadí La Seu                | Cadí La Seu             | 60                   |                      |             |             |  |                      |                      |            |            |  |
|  | Cadí La Seu                | Cadí La Seu                | Cadí La Seu                | Cadí La Seu             | 60                   | 66                   |             |             |  |                      |                      |            |            |  |
|  | Cadí La Seu                | Cadí La Seu                |                            |                         |                      |                      |             |             |  |                      |                      |            |            |  |
|  | RPK Araski                 | RPK Araski                 | 60                         |                         |                      |                      |             |             |  |                      |                      |            |            |  |
|  | RPK Araski                 | RPK Araski                 | 60                         |                         |                      |                      |             |             |  | Spar CityLift Girona | Spar CityLift Girona | 71         |            |  |
|  |                            |                            |                            |                         |                      |                      |             |             |  | Spar CityLift Girona | Spar CityLift Girona | 71         |            |  |
|  |                            |                            | Perfumerías Avenida        | Perfumerías Avenida     | 79                   |                      |             |             |  |                      |                      |            |            |  |
|  | Perfumerías Avenida        | Perfumerías Avenida        | Perfumerías Avenida        | Perfumerías Avenida     | 79                   | 102                  |             |             |  |                      |                      |            |            |  |
|  | Perfumerías Avenida        | Perfumerías Avenida        |                            |                         |                      |                      |             |             |  |                      |                      |            |            |  |
|  | Nissan Al-Qázeres          | Nissan Al-Qázeres          | 63                         |                         |                      |                      |             |             |  |                      |                      |            |            |  |
|  | Nissan Al-Qázeres          | Nissan Al-Qázeres          | 63                         |                         | Perfumerías Avenida  | Perfumerías Avenida  | 74          |             |  |                      |                      |            |            |  |
|  |                            |                            |                            |                         | Perfumerías Avenida  | Perfumerías Avenida  | 74          |             |  |                      |                      |            |            |  |
|  |                            |                            | Lointek Gernika Bizkaia    | Lointek Gernika Bizkaia | 46                   |                      |             |             |  |                      |                      |            |            |  |
|  | Lointek Gernika Bizkaia    | Lointek Gernika Bizkaia    | Lointek Gernika Bizkaia    | Lointek Gernika Bizkaia | 46                   | 83                   |             |             |  |                      |                      |            |            |  |
|  | Lointek Gernika Bizkaia    | Lointek Gernika Bizkaia    |                            |                         |                      |                      |             |             |  |                      |                      |            |            |  |
|  | IDK Gipuzkoa               | IDK Gipuzkoa               | 70                         |                         |                      |                      |             |             |  |                      |                      |            |            |  |
|  | IDK Gipuzkoa               | IDK Gipuzkoa               | 70                         |                         |                      |                      |             |             |  |                      |                      |            |            |  |
|  |                            |                            |                            |                         |                      |                      |             |             |  |                      |                      |            |            |  |

### Final
| 3 de marzo de 2019 | Spar Citylift Girona                                                            | 71–79                                 | Perfumerías Avenida                                                                         | Vitoria |  |
| 13:00              | Parciales: 18–24, 19–19, 17–20, 17–16                                           | Parciales: 18–24, 19–19, 17–20, 17–16 | Parciales: 18–24, 19–19, 17–20, 17–16                                                       | |  |
|                    | Estadísticas Gabby Williams 17 Nadia Gomes 10 Nuria Martínez 6 Nádia Colhado 14 | Reporte Pts Reb Asts Val              | Estadísticas 20 Érika de Souza 6 Adaora Elonu 4 Adaora Elonu, Jewell Loyd 21 Érika de Souza | Pabellón: Polideportivo Mendizorroza Árbitros: Alcaraz Moreno, Yasmina Langa de Martín, Asunción Peáez Santana, Sara Televisión: Teledeporte |  |

| Ganadoras de la Copa de la Reina 2019 |
| ------------------------------------- |
| Perfumerías Avenida 8º título         |